# أوجيني برازير
أوجيني برازير (بالفرنسية: Eugénie Brazier)‏ هي طاهية فرنسية، ولدت في 12 يونيو 1895 في لا ترانكليير في فرنسا، وتوفيت في 2 مارس 1977 في Sainte-Foy-lès-Lyon ‏ في فرنسا.